# Serguei Txernikov
Serguei Txernikov   (Sérguiev Possad, 11 de maig de 1912 - Kíiv, 23 de gener de 1987) va ser un matemàtic soviètic.

## Vida i Obra
En acabar el batxillerat el 1928, Txernikov va treballar de peó, de comptable i va donar classes de matemàtiques. El 1930 va començar estudis, com alumne extern, a l'Institut Pedagògic de Saràtov en el qual es va graduar en física i matemàtiques el 1933.
Després de graduar-se es va traslladar a Sverdlosk (actual Iekaterinburg) on va ser professor de l'Institut Industrial dels Urals. Aquí va començar el seu interès per l'àlgebra i la teoria de grups que el va portar a iniciar treballs de recerca com alumne oient de la universitat Estatal de Moscou sota la direcció d'Aleksandr Kúroix i el 1939 va defensar la seva tesi doctoral a la universitat de Moscou. Des de 1940 fins a 1946 va ser professor a la universitat de Saràtov i des de 1946 fins a 1951 a la universitat tècnica dels Urals a Iekaterinburg. Des de 1951 fins a 1961 va dirigir el departament d'àlgebra superior de la universitat de Perm, on va crear una gran escola científica de teoria de grups. El 1961 l'Institut Steklov de Matemàtiques va crear una delegació a Iekaterinburg, en la qual Txernikov va dirigir el departament d'àlgebra i es va començar a interessar per la teoria de les desigualtats lineals. El 1965 es va traslladar definitivament a Kíev per fer-se càrrec del departament d'àlgebra de l'Institut de Matemàtiques de l'Acadèmia de Ciències de la República Soviètica d'Ucraïna. Sempre va tenir una gran passió per la natació, fins al punt que el dia de la catàstrofe a la Central Nuclear de Txernòbil, un any abans de la seva mort, es trobava nedant al riu Dnièper.
Txernikov va publicar més d'un centenar d'articles científics. En teoria de grups, va construir una teoria en la qual les propietats dels grups eren considerades en connexió amb les propietats dels seus subgrups finitament generats.